# Shibaki Yoshiko
Shibaki Yoshiko (japanisch 芝木 好子, bürgerlich 大島 好子 Ōshima Yoshiko; * 7. Mai 1914 in der Präfektur Tokio; † 25. August 1991) war eine japanische Schriftstellerin.
Die aus eine Kaufmannsfamilie stammende Shibaki besuchte die Daiichi-Mädchenschule und studierte Englisch an der Surugadai YWCA Womans's Academy. Nach dem Tod des Vaters arbeitete sie 1939–40 beim Mitsubishi Center for Economic Studies. Im Folgejahr heiratete sie den Ökonomieprofessor Ōshima Kiyoshi. Sie schrieb seit Mitte der 1930er Jahre für Zeitschriften wie Reijokai (令女界) und Wakakusa und erhielt 1936 den Hayashi-Fumiko-Preis.
Für die Erzählung Seika no ichi (青果の市) erhielt sie 1941 den Akutagawa-Preis. Nach dem Krieg veröffentlichte sie Romane wie Nagareru hi (流れる日, 1946), Onna hitori (女一人 bzw. 女ひとり, 1956) und Ruri no uta (流離の唄, 1948) und fand Beachtung mit Romanen, die im Prostituiertenmilieu spielten wie Susaki paradaisu (洲崎パラダイス, 1954) und Yakō no onna (夜光の女, 1955). Anfang der 1960er Jahre veröffentlichte sie eine autobiographische Romantrilogie, für deren ersten Teil, Yuba (湯葉, 1961) sie den Frauenliteraturpreis erhielt. Ein zweites Mal wurde sie mit dem Preis 1972 für Seiji kinuta (青磁砧) ausgezeichnet.
1981 erhielt Shibaki den Preis der Japanischen Kunstakademie, deren Mitglied sie im Folgejahr wurde. 1984 wurde sie für Sumida-gawa boshoku (隅田川暮色) mit dem Großen Preis für japanische Literatur ausgezeichnet, drei Jahre später folgte der Mainichi-Kunstpreis für Yuki mai (雪舞い) und 1989 die Ehrung als Person mit besonderen kulturellen Verdiensten.